# Réseau de bus Phébus
Phébus est un ancien réseau de bus organisé par Île-de-France Mobilités et exploité par le groupe Keolis à travers deux sociétés distinctes : Keolis Versailles pour le réseau principal à Versailles et Keolis Yvelines pour les lignes urbaines de Saint-Cyr-l'École.
Il dessert principalement la communauté d'agglomération Versailles Grand Parc dans les Yvelines, le centre des Hauts-de-Seine et, dans une moindre mesure, le nord-ouest du département de l'Essonne. Héritier des tramways de Versailles pour les lignes desservant cette commune, le réseau s'est agrandi au cours des années 2000 à la suite de l'intégration en 2004 du réseau de Saint-Cyr-l'École et du rachat en 2008 de l'ancien réseau e-Zybus de Vélizy-Villacoublay, alors exploité par le groupe Veolia Transport pendant une courte période après la liquidation judiciaire de la société des autocars Louis Gaubert à la fin de l'année 2004.
Depuis le 26 août 2019, le réseau de Versailles comporte 21 nouvelles lignes reprenant certains tracés des lignes d'avant 2019.
Le 1er août 2022, les lignes de Vélizy, ainsi que quelques lignes versaillaises, sont intégrées au réseau de bus de Vélizy Vallées et l'Express 60 est intégré au réseau de bus Paris-Saclay.
Le réseau est composé d'un total de 18 lignes de bus et compte trois lignes régulières à vocation scolaire desservant les établissements versaillais et saint-cyriens ainsi que le lycée franco-allemand de Buc. Seules cinq lignes du réseau fonctionnent jusqu'à minuit environ ou plus.
Le 1er août 2023, il est remplacé par le réseau de bus du Grand Versailles.

## Histoire

### Réseau de Versailles

#### Génèse du réseau: 1874 à 1957
L'origine du réseau remonte à la concession des tramways à chevaux accordée le 7 juillet 1874 aux Frères Émille et Léon Francq (Société anonyme des tramways et extensions) avec 24 voitures et 100 chevaux.

#### Période TUV: 1957 à 1973
Le réseau versaillais succède aux tramways de Versailles le 3 mars 1957, date de leur suppression.

#### Évolutions de 1995 à 2019
Le 12 mai 1996, la ligne « La petite Reine » voit le jour en reliant les trois principales gares de Versailles à l'entrée du Trianon dans le château de Versailles. Les véhicules affectés à cette ligne sont aménagés afin de permettre aux cyclistes d'y ranger leur vélo.
Le 1er septembre 1998, les lignes A et B voient leurs fréquences renforcées aux heures de pointe avec un bus toutes les dix minutes. De plus, la ligne B voit son itinéraire modifié en desservant la place du marché Notre-Dame. La ligne D est prolongée du lundi au vendredi en tout temps jusqu'à la gare de Versailles-Château-Rive-Gauche alors que ce prolongement n'était effectué qu'aux heures de pointe auparavant. La ligne F est également prolongée jusqu'à la gare de Versailles-Château-Rive-Gauche. Un service est créé l'après-midi sur la ligne U afin de répondre à la demande des usagers. Enfin, un service supplémentaire est créé l'après-midi sur la ligne V au départ de Parly 2.
Le 12 avril 1999, la ligne E est créée entre la gare de Versailles-Château-Rive-Gauche et Picardie avec un passage toutes les quarante minutes. De plus, la ligne O est prolongée de Université à Pershing.
En 2007, un projet de TCSP entre l'hôpital André Mignot du Chesnay et le pont Colbert à Versailles était évoqué avec une mise en service prévue entre 2011 et 2013. Ce nouveau mode de transport aurait desservi les trois principales gares de Versailles. Il est abandonné.
Selon un questionnaire de satisfaction portant sur l'ensemble du réseau à la fin de l'année 2013, près de 86 000 voyageurs sont transportés chaque jour dont plus de 80 % sur le réseau de Versailles tandis que la fréquentation de celui de Vélizy augmente de 14 %. Cependant, le réseau souffre d'une fréquence insuffisante et d'un manque de voie réservé aux bus.
En juin 2017, dans le cadre du Grand Paris des Bus, Île-de-France Mobilités, le groupe Keolis et la communauté d'agglomération Versailles Grand Parc lancent une expérimentation d'un bus entièrement électrique baptisé « APTIS », construit par Alstom, sur la ligne 23 du réseau urbain de Vélizy-Villacoublay. Si l'expérimentation s'avère concluante, sept autres véhicules du même modèle seront commandés afin d'équiper intégralement la ligne.
Le 2 janvier 2018, la ligne Y Express est supprimée à la suite du renfort d'offre de la ligne 51 de la société de transport STAVO.
Le 27 août 2018, la ligne W est prolongée jusqu'à Satory - INRETS et abandonne à cette occasion la desserte de l'arrêt Satory - Office Parc. De plus, la fréquence est améliorée avec un bus toutes les vingt minutes et un dernier départ à 19 h 45 depuis le quartier de Satory.

#### Restructuration du réseau de Versailles en août 2019
Le 26 août 2019, le réseau urbain de Versailles est restructuré avec la création de nouvelles lignes et une nouvelle numérotion de certaines lignes afin de simplifier et renforcer la mobilité.
Le réseau est constitué de 21 lignes de bus longues au lieu de 35 lignes de bus courtes. Les 21 lignes de bus sont constituées de : 
- 3 lignes principales (1, 2, 3) desservant principalement les grands secteurs des villes de Versailles, Le Chesnay-Rocquencourt et La Celle-Saint-Cloud ;
- 3 lignes complémentaires (4, 5, 6) desservant les villes de Versailles, Le Chesnay-Rocquencourt et Viroflay ;
- 6 lignes complémentaires (7, 8, 9, 10, 11, 14) desservant les quartiers des villes de Versailles et du Chesnay-Rocquencourt et les villes de Viroflay, Jouy-en-Josas, Vaucresson et Garches (Hauts-de-Seine) ;
- 2 lignes universitaires (12, 13) desservant l'université de Versailles - Saint-Quentin-en-Yvelines aux gares de Versailles-Chantiers et Rive-Gauche et l'INRA à la gare de Jouy-en-Josas ;
- 7 lignes scolaires (101, 102, 103, 104, 105, 106, 107) desservant, aux horaires d'entrée et de sortie, des établissements scolaires du lundi au vendredi.

| Anciennes lignes | Nouvelles lignes                               |
| ---------------- | ---------------------------------------------- |
| A                | 3                                              |
| ARC              | 6                                              |
| B                | 1, 2 et 5                                      |
| BAK              | Supprimée                                      |
| C                | 5                                              |
| D                | 6 et 14                                        |
| E                | Supprimée                                      |
| F                | 10                                             |
| G                | 4                                              |
| GHP              | 11 et 32 (réseau de Vélizy)                    |
| H                | 2                                              |
| H Express        | Supprimée                                      |
| I                | 9                                              |
| I-LAB            | 106                                            |
| I-LFA            | 105                                            |
| I-SDM            | 107                                            |
| J                | 101                                            |
| K                | Supprimée                                      |
| L                | 103                                            |
| L-JLB            | 102                                            |
| LLFA             | 104                                            |
| M                | 9                                              |
| N                | 12                                             |
| Nuit 1           | 1 et 2                                         |
| Nuit 3           | 3 et 6                                         |
| O                | 8                                              |
| P                | Supprimée                                      |
| R                | 1 et 6                                         |
| S                | 7 et 9                                         |
| T Express        | 5 et Express 1 (Transdev Montesson Les Rabaux) |
| TRI              | Supprimée                                      |
| U                | 7                                              |
| V                | Supprimée                                      |
| W                | 6                                              |
| X                | Supprimée                                      |
| Z                | Supprimée                                      |

#### Évolutions du réseau de 2019 à 2023
Le 24 août 2020, à la suite de l'opposition du tracé de la part des riverains et du maire du Chesnay-Rocquencourt, le tracé a été modifié sur les lignes (1, 2, et 5).
- La ligne 1 est modifiée dans son tracé entre Pottier et De Bange ; la ligne ne passait plus par le quartier du plateau Saint Antoine mais par le quartier Kléber-Glatigny.
- La ligne 2 est modifiée entre Odéon-LEP Jean Moulin et Place de la Loi ; la ligne ne passait plus par l'église Saint-Antoine-Padoue mais par la Place Simart.
- La ligne 5 dispose d'un nouvel arrêt de bus : Boulevard Saint-Antoine.

Selon le plan régional de juillet 2021, les lignes 1, 2 et 3 sont labellisées Mobilien.
Le 23 août 2021, les lignes 1 et 9 changent de départ/terminus en modifiant leurs tracés.
- La ligne 1 est :
  - limitée au nouveau terminus Centre-Commercial Parly 2 ;
  - modifiée entre Antoine Richard et Université en direction d'Université ; la ligne ne passait plus par la rue Hélène-Andrée mais par la rue de la Ceinture ;
  - complétée par un nouvel arrêt Université-Prévert en direction d'Université.
- La ligne 9 est limitée au nouveau terminus Centre-Commercial Parly 2.

### Réseau de Saint-Cyr-l'École

#### Évolutions du réseau de 2004 à 2018
Le 6 septembre 2004, les lignes du réseau Saint-Cyr Bus desservant la commune de Saint-Cyr-l'École sont incorporées dans le réseau Phébus. Celui-ci est composé des lignes suivantes fonctionnant toutes sous forme de boucle au départ de la gare de Saint-Cyr :
- La ligne 1 fonctionnant du lundi au samedi via le quartier de la Fontaine-Saint-Martin et le centre-ville ;
- La ligne 2 fonctionnant en semaine aux heures de pointe dans le sens inverse de la ligne 1 ;
- La ligne 3 fonctionnant du lundi au vendredi en période scolaire afin d'assurer la desserte du lycée Jean-Perrin ;
- Les lignes 4 et 5 fonctionnant en semaine aux heures de pointe respectivement le matin et le soir en desservant le quartier de l'Épi d'Or. La ligne 4 assure une desserte du parc d'activités du Pont de Dreux tandis que la ligne 5 effectue un crochet par la cité Croizat.
- La ligne 6 fonctionnant en semaine aux heures de pointe via le lycée Mansart et le théâtre Gérard Philipe.

Le 4 septembre 2006, la ligne 7 est créée afin de permettre une nouvelle liaison entre le quartier de l'Épi d'Or et l'aérodrome de Saint-Cyr-l'École via le centre-ville en fonctionnant en semaine et le samedi matin.
Le 2 mars 2009, une amélioration de l'offre est instaurée sur la ligne 2 se traduisant par le doublement de la fréquence.
Le 5 septembre 2011, l'itinéraire de la ligne 4 est modifié en étant dévié par la cité Croizat et le nouveau centre aquatique de Saint-Cyr-l'École.
Le 7 novembre 2011, le réseau est renforcé comme suit :
- L'amplitude horaires des lignes 1 et 2 est étendue en semaine jusqu'à 21 h ;
- Sur la ligne 4, un service est créé en semaine aux heures creuses de la matinée ;
- Le service de l'après-midi de la ligne 5 est étendu avec un premier départ à 15 h 30 ;
- La ligne 7 est prolongée jusqu'à l'arrêt Droits de l'Homme à Guyancourt et un crochet par le quartier de la Fontaine-Saint-Martin est effectué à Saint-Cyr-l'École. À la même date, l'offre est renforcée en semaine avec un passage toutes les trente minutes les jours ouvrables aux heures de pointe.

Le 3 septembre 2018, à l'occasion d'une réorganisation des lignes urbaines de Saint-Cyr-l'École, les lignes 1, 2 et 7 sont renommées 52, 53 et 54 tandis que les lignes 3, 4, 5 et 6 sont supprimées.

#### Restructuration du réseau de 2018
Le 3 septembre 2018, le réseau urbain de Saint-Cyr-l'École est profondément remanié comme suit, avec suppression des lignes 3, 4, 5 et 6 :
- la ligne 1 est renumérotée 52 et voit ses fréquences renforcées du lundi au samedi avec un bus toutes les dix minutes aux heures de pointe, un bus toutes les trente minutes aux heures creuses en semaine et toutes les vingt à tente minutes le samedi. L'amplitude horaire est élargie avec un premier départ à 6 h 5 et un dernier départ à 22 h 5. De plus, un service est créé les dimanches et fêtes avec un bus toutes les demi-heures ;
- la ligne 2 est renumérotée 53 et voit ses fréquences renforcées avec un bus toutes les dix minutes aux heures de pointe, un bus toutes les trente minutes aux heures creuses en semaine et toutes les vingt à tente minutes le samedi. De plus, l'amplitude horaire est élargie avec un premier départ à 5 h 50 et un dernier départ à 21 h 50 ;
- la ligne 7 est renumérotée 54 et voit ses fréquences renforcées avec un bus toutes les quinze minutes aux heures de pointe, un bus toutes les trente minutes aux heures creuses en semaine ainsi que le samedi. De plus, l'amplitude horaire est élargie avec un premier départ à 6 h 20 et un dernier départ à 20 h 20. De plus, l'itinéraire est simplifié au niveau de la gare de Saint-Cyr et la ligne effectue un crochet par les entreprises du Parc Ariane à Guyancourt.

### Ouverture à la concurrence
Le 1er août 2022, à la suite de l'ouverture à la concurrence du réseau de transport en commun francilien, les lignes 11, 12, 22, 23, 24, 31, 32, 33, 34, 35, 36, 40, 42, 45, 101, 102, 103 et 104 sont intégrées au nouveau réseau de bus de Vélizy Vallées en passant sous l'exploitation de Keolis Vélizy Vallée de la Bièvre et la ligne Express 60 est intégrée au réseau de bus Paris-Saclay.
Le 1er août 2023, les lignes restantes du réseau seront intégrées au nouveau réseau de bus du Grand Versailles en passant sous l'exploitation de Transdev Versailles.

## Galerie de photographies

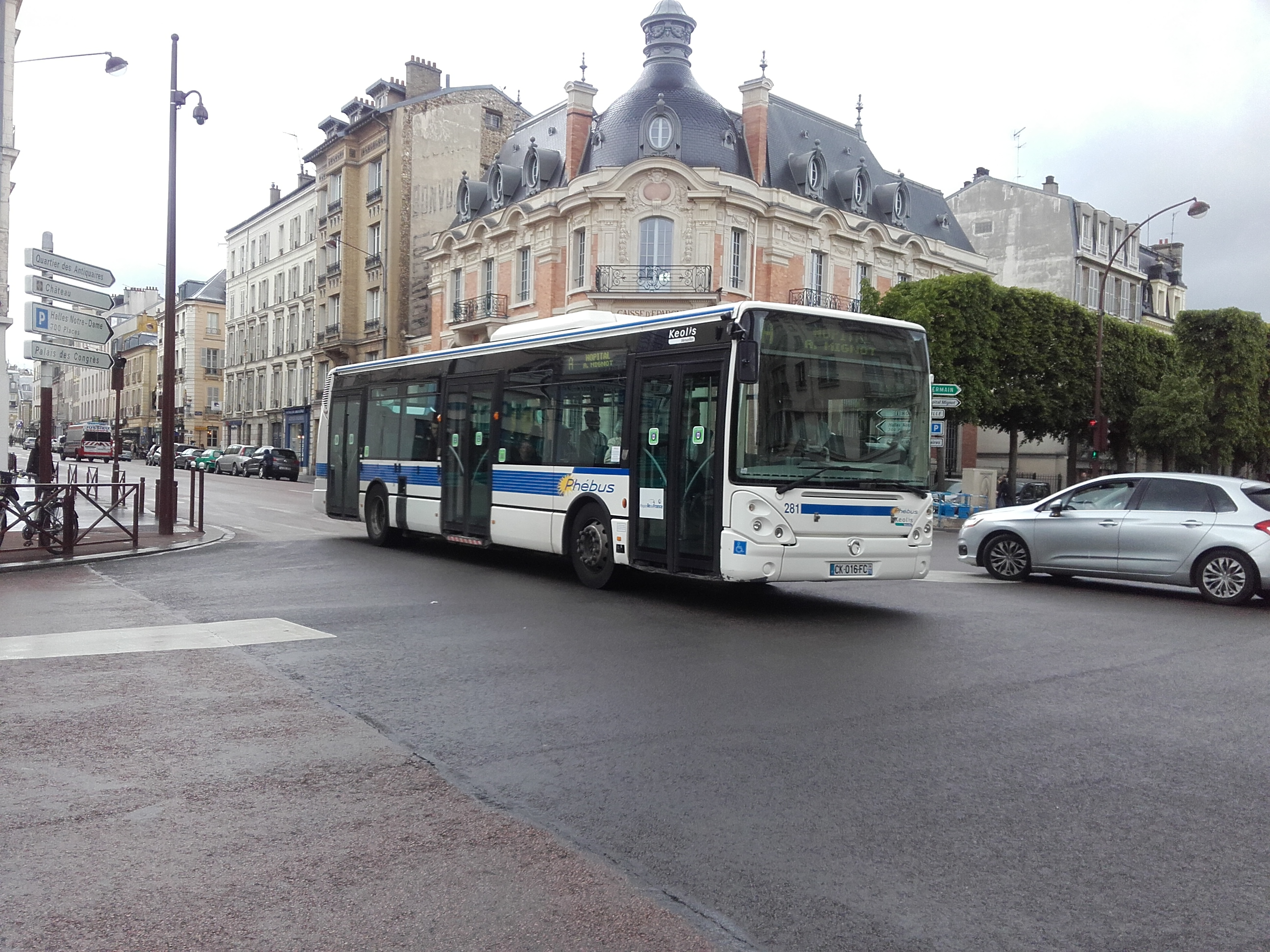
Irisbus Citelis 12 n°281 du réseau de Versailles à Versailles, sur la ligne A.
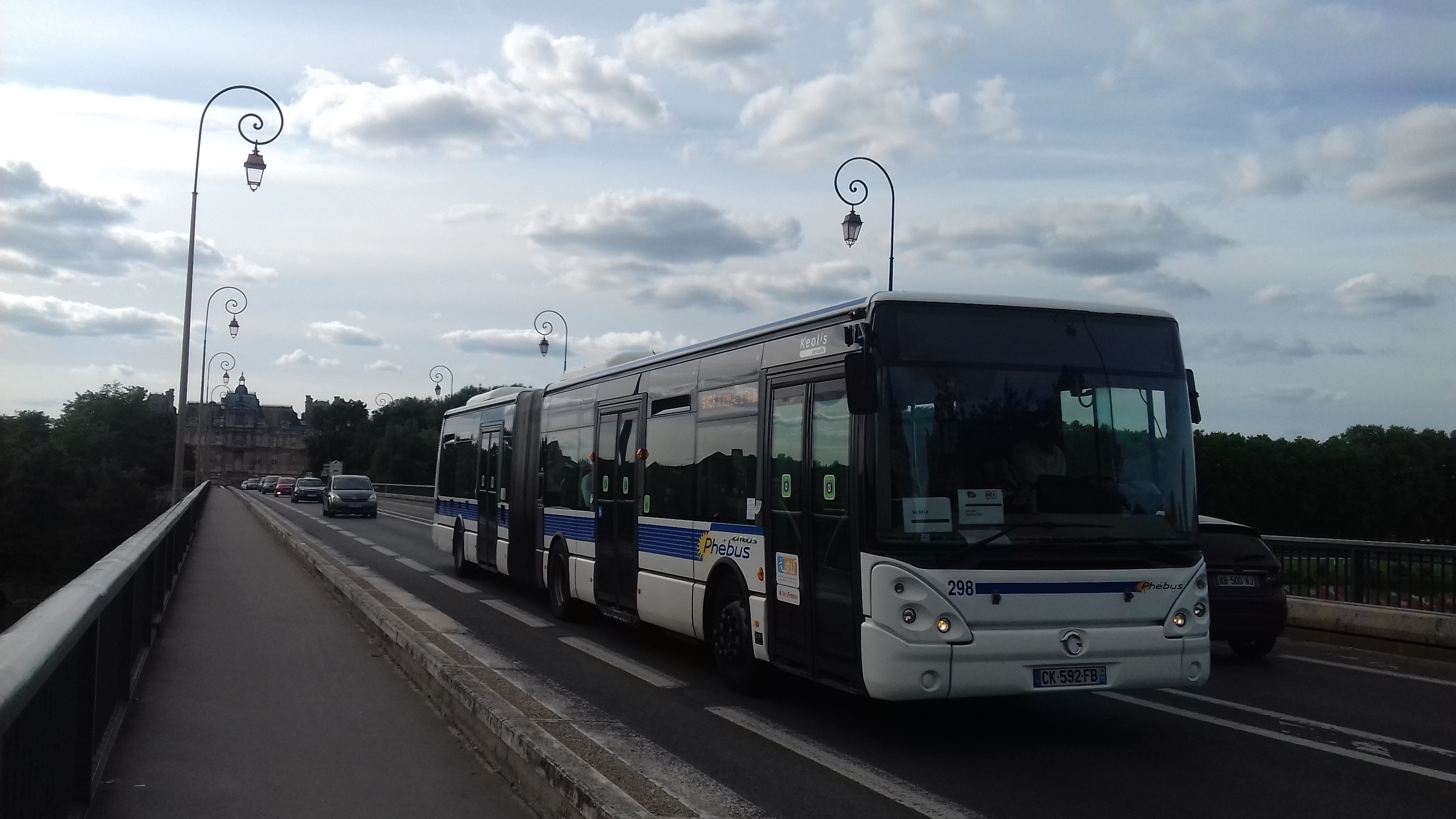
Irisbus Citelis 18 n°298 du réseau de Versailles à Maisons-Laffitte, assurant un service de substitution SNCF.
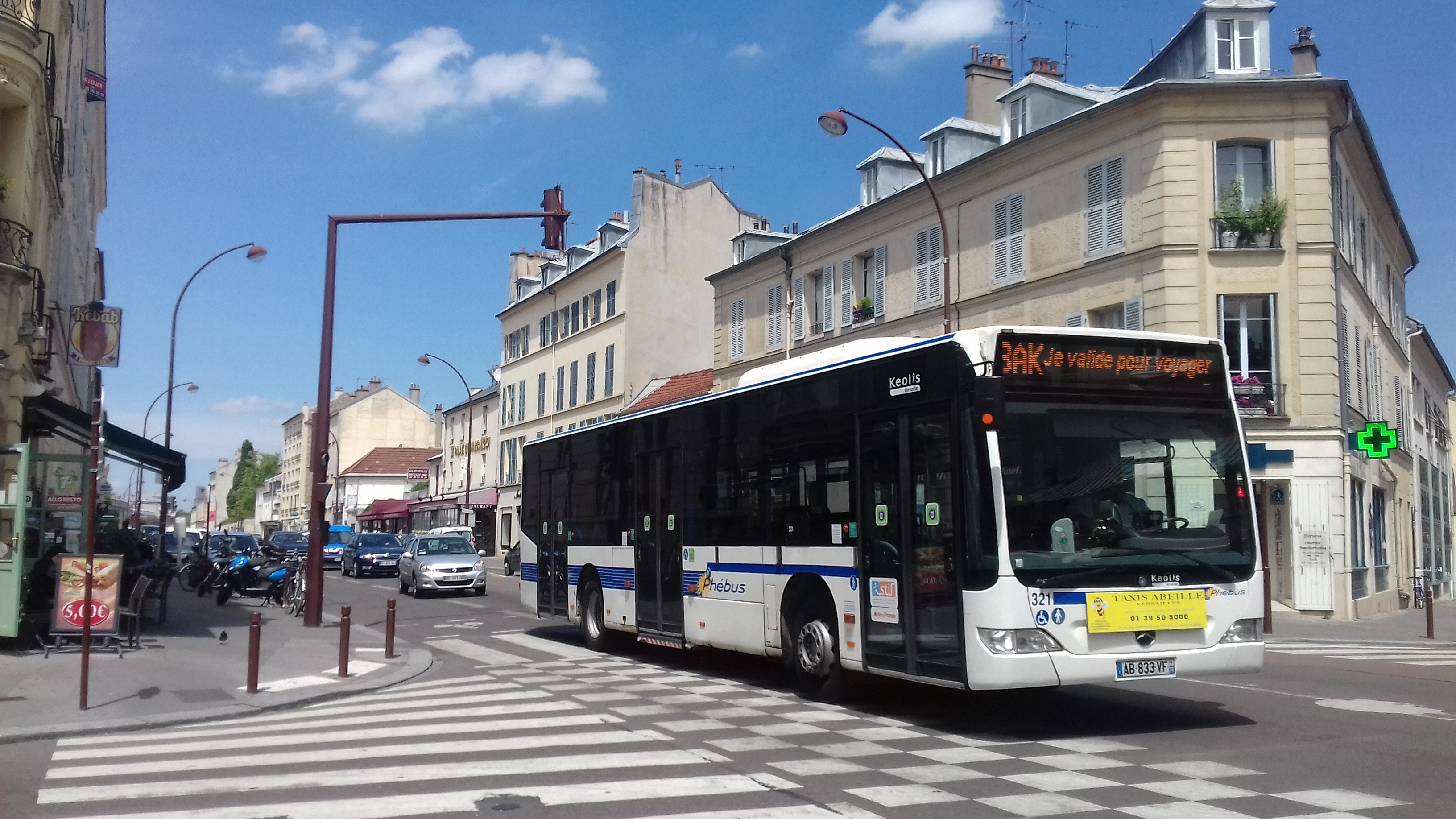
Mercedes Citaro Facelift du réseau de Versailles à Versailles, sur la ligne BAK.
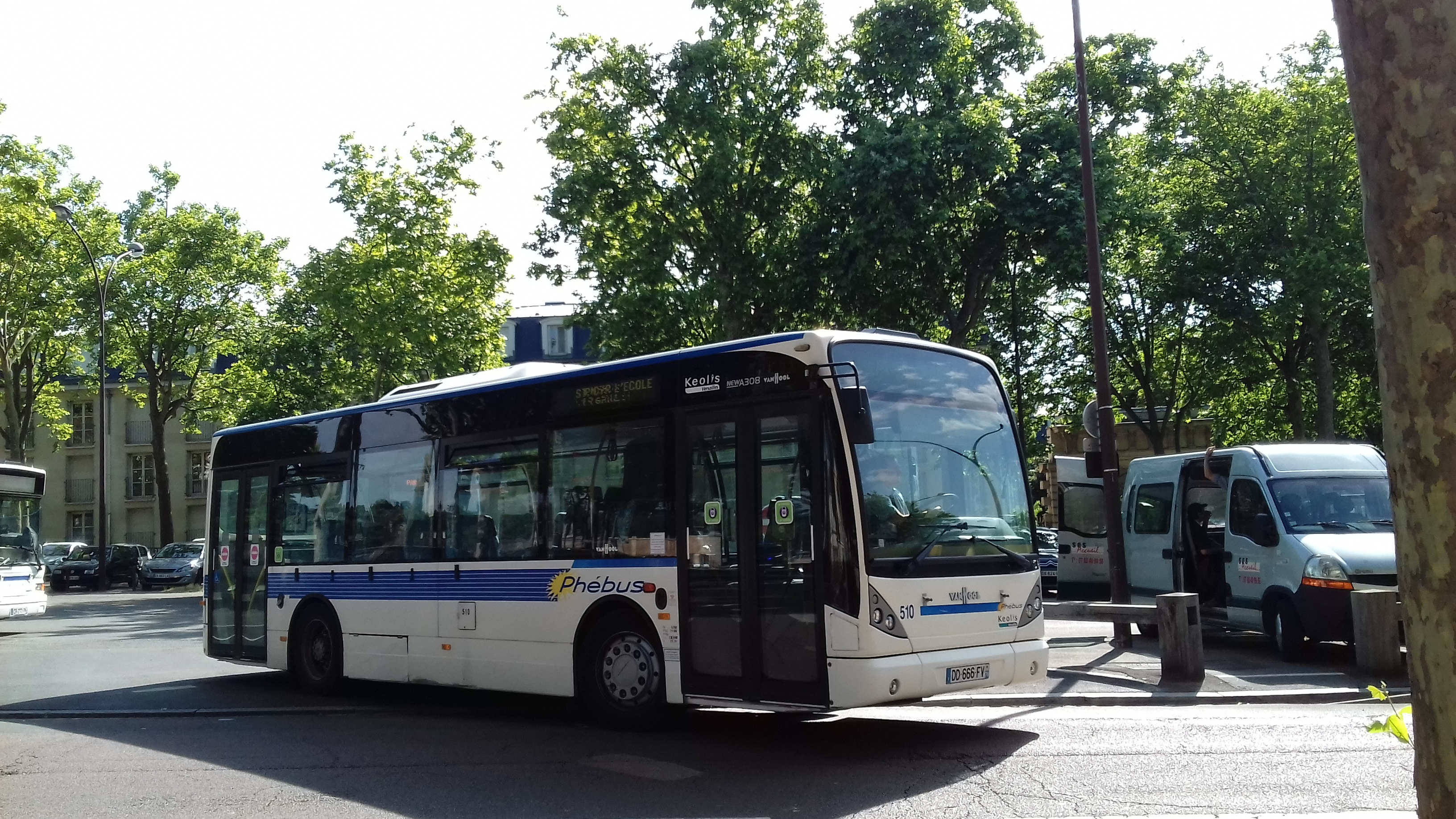
VanHool New A308 n°510 du réseau de Versailles à Versailles, sur la ligne P.
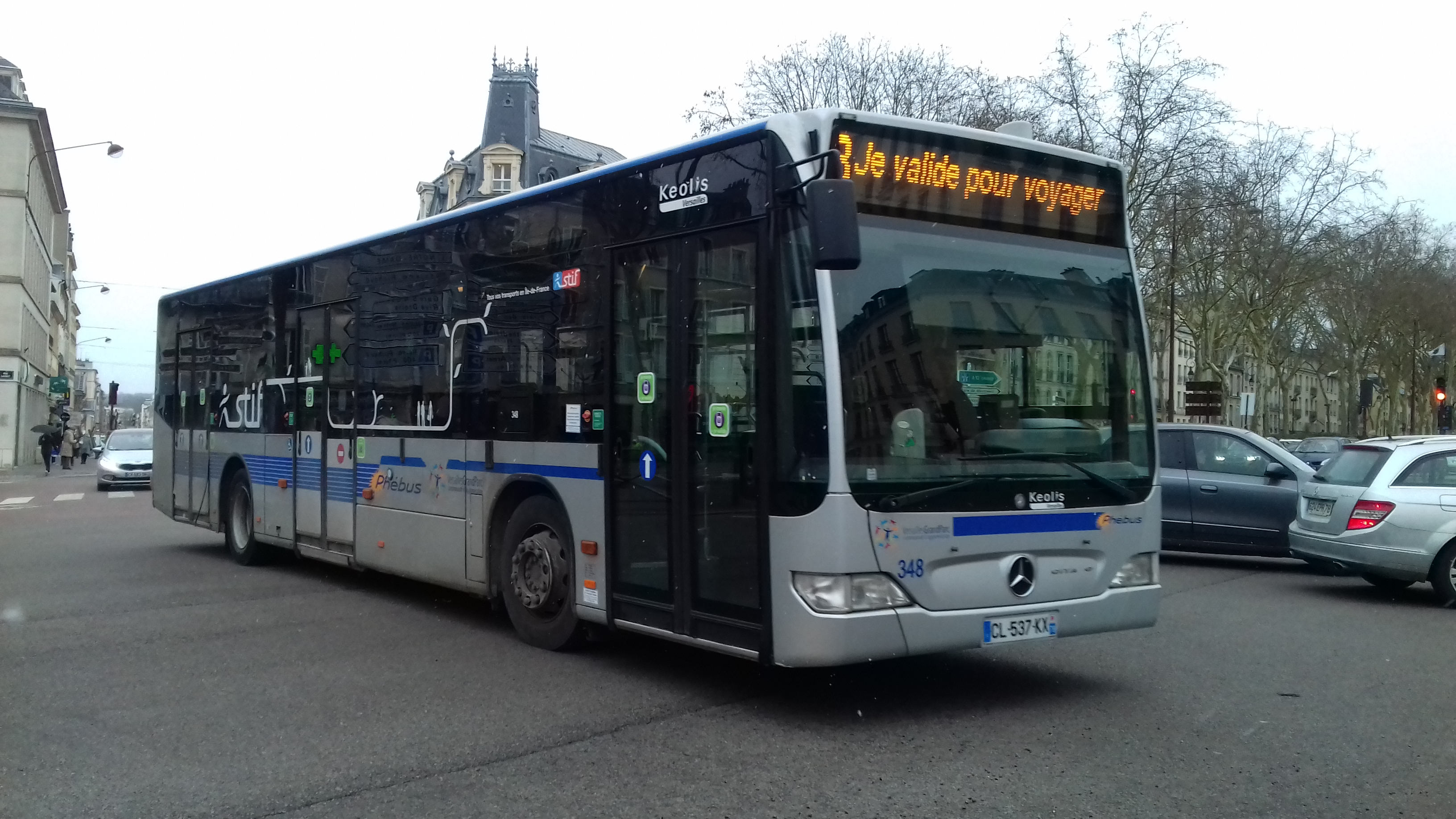
Mercedes Citaro Facelift n°348 du réseau de Versailles à Versailles, sur la ligne B.
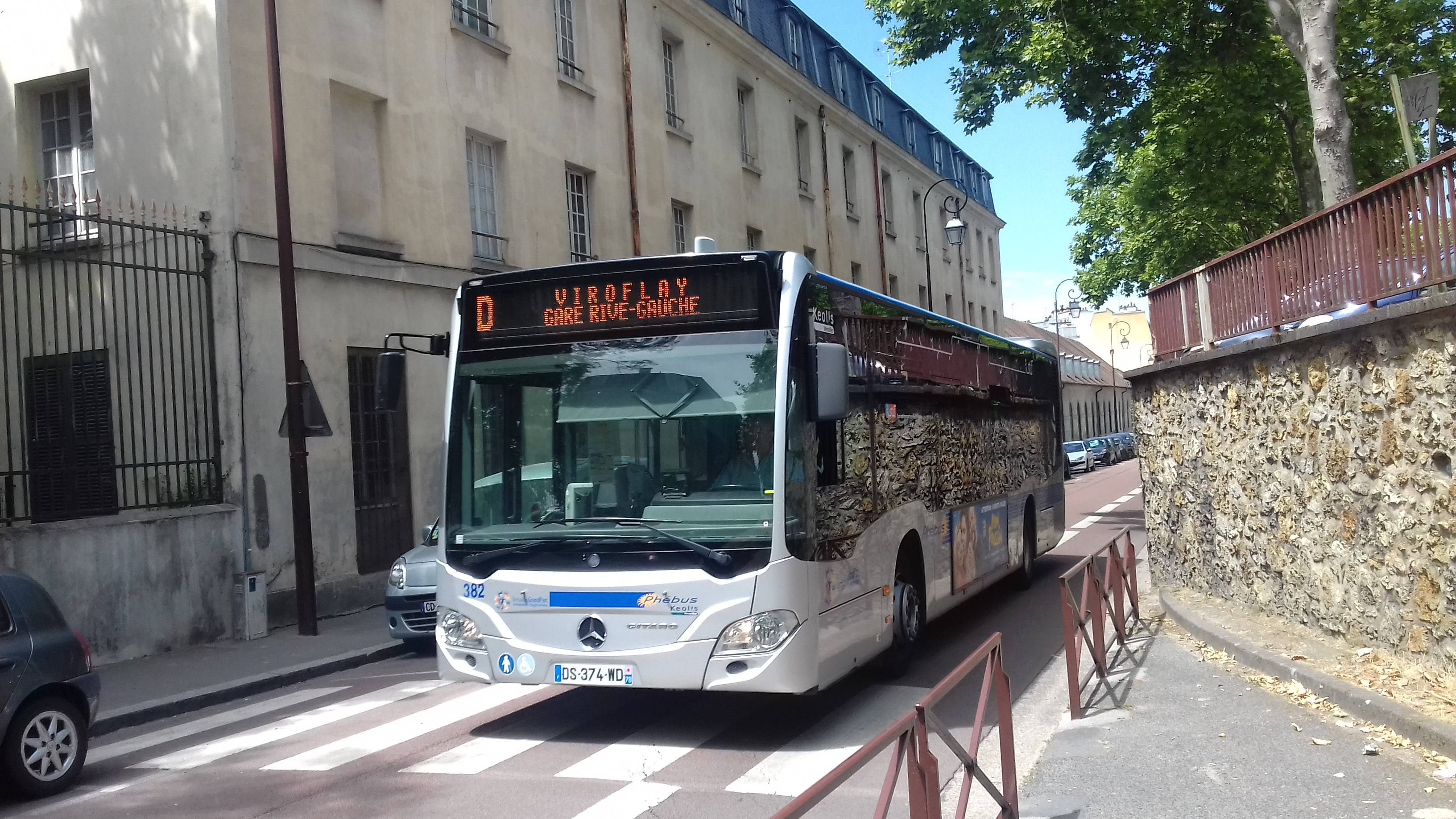
Mercedes Citaro C2 n°382 du réseau de Versailles à Versailles, sur la ligne D.
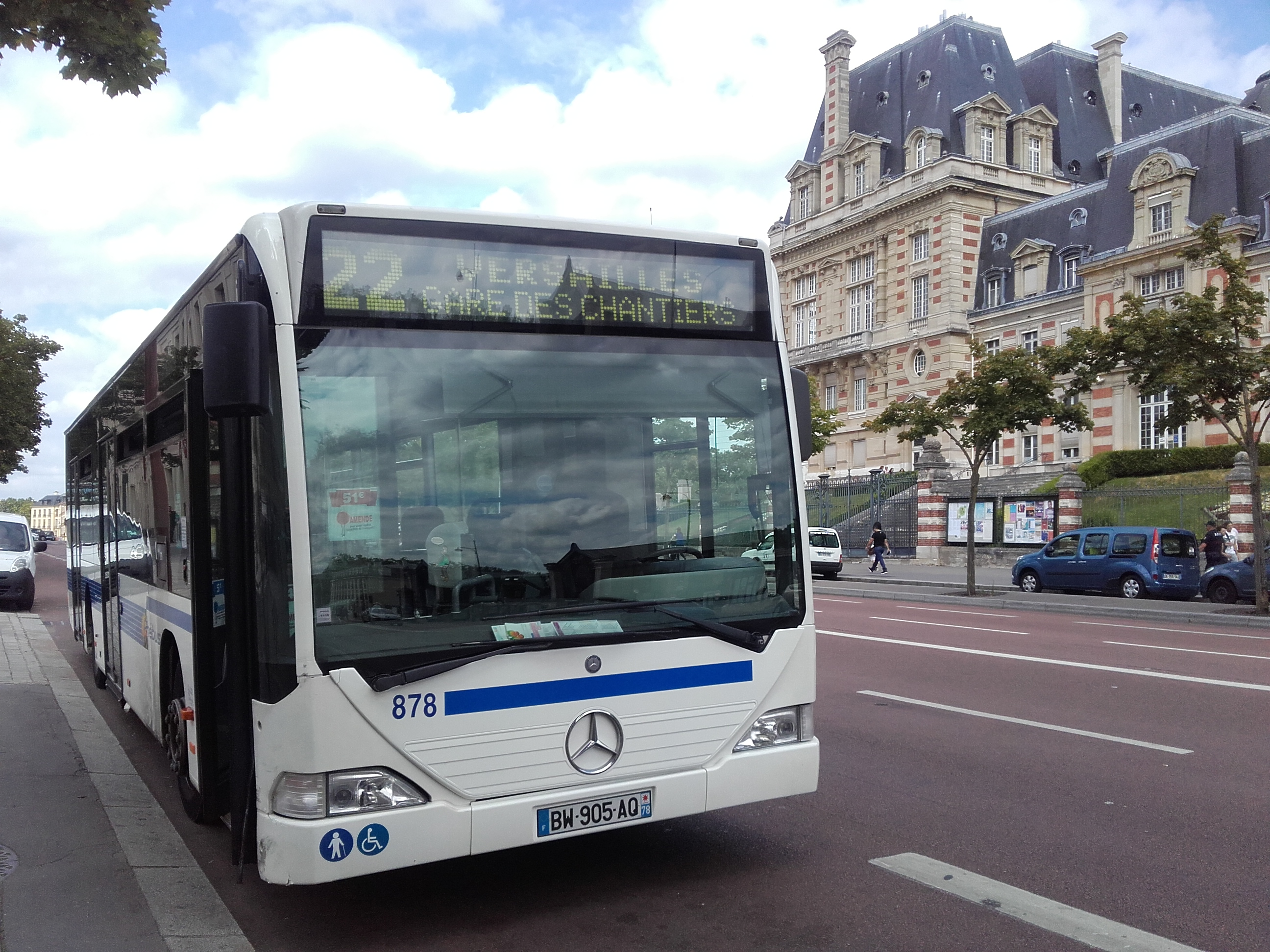
Mercedes Citaro n°878 du réseau de Vélizy à Versailles sur la ligne 22.
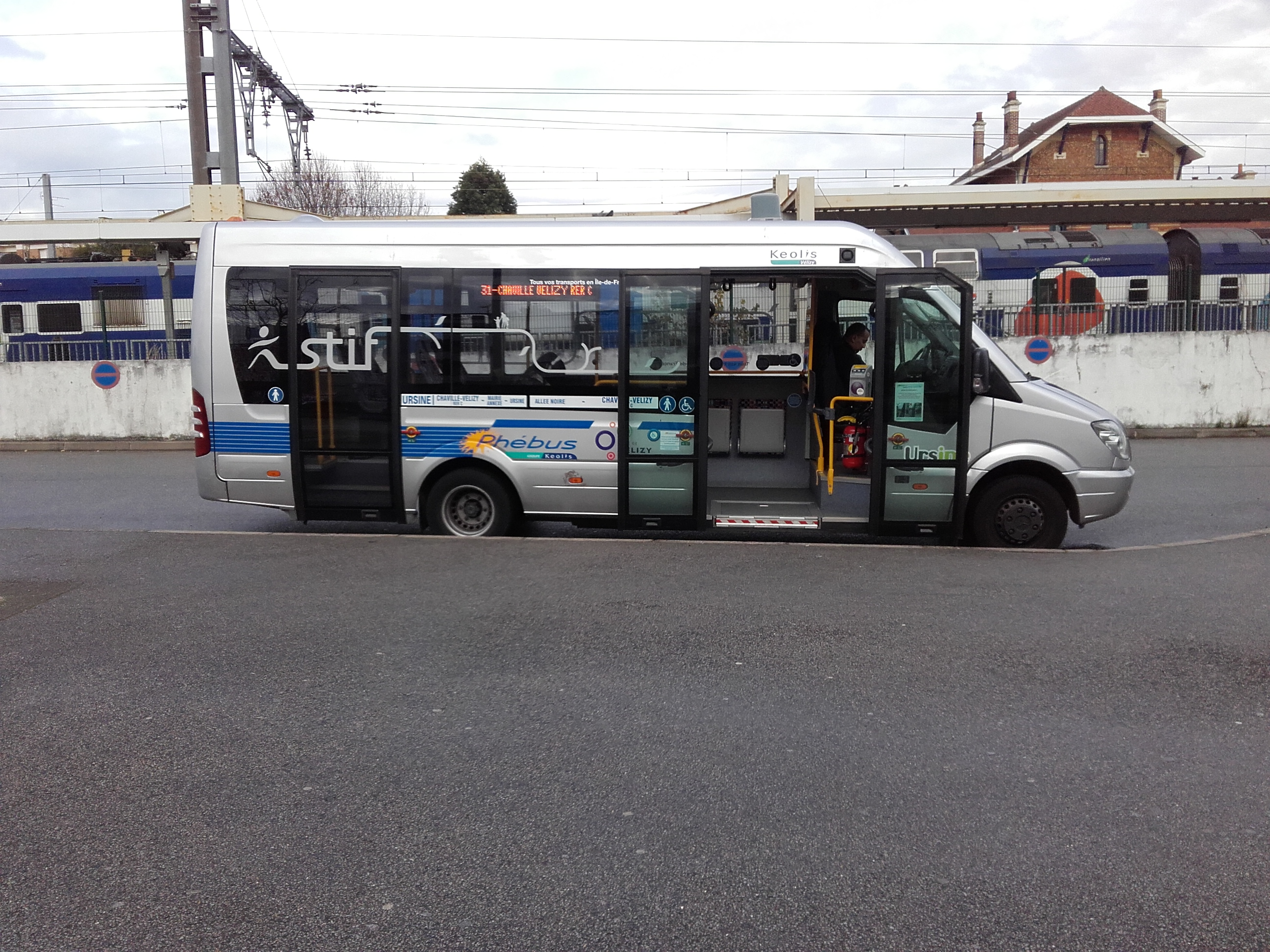
Mercedes Sprinter City 65 du réseau de Vélizy en gare de Chaville-Vélizy, sur la ligne 31.
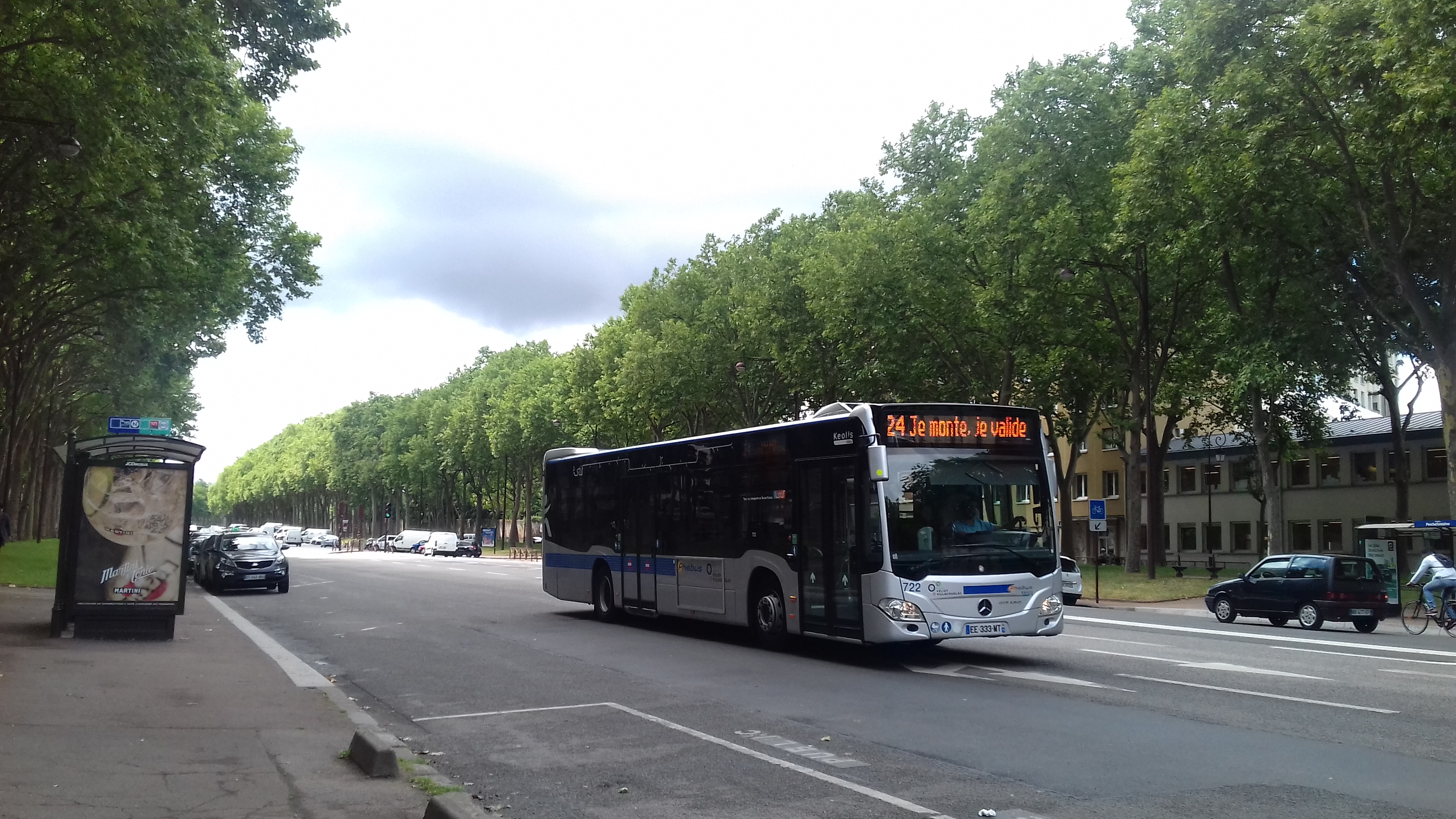
Mercedes Citaro C2 du réseau de Vélizy à Versailles, sur la ligne 24.

## Exploitation

### Entreprise exploitante
L'ensemble du réseau était exploité par le groupe Keolis par l'intermédiaire de deux sociétés distinctes :
- Keolis Versailles pour le réseau urbain de Versailles ;
- Keolis Yvelines pour le réseau de Saint-Cyr-l'École.

### Dépôts
Les bus du réseau Phébus sont remisés dans deux dépôts différents situés :
- pour les lignes exploitées par Keolis Versailles, allée des Matelots à Versailles sur la route de Saint-Cyr ;
- pour les lignes exploitées par Keolis Yvelines, avenue du général de Gaulle à Versailles.

Le 25 juin 2016, la première pierre du nouveau dépôt de Vélizy-Villacoublay, utilisé depuis 2022 pour le réseau de bus de Vélizy Vallées, est posée. Sa mise en service est intervenue en juillet 2017. Doté d'un espace de remisage plus important que l'ancien du Plessis-Robinson, il bénéficie également de performances environnementales plus écologiques.

## Identité visuelle

Ancien logo.
Autre version de l'ancien logo du réseau
Ancien logo de Phébus de nuit.
Nouveau logo du réseau Phébus depuis mai 2019.
Logo de Keolis Versailles jusqu'en 2017.
Logo de Keolis Vélizy jusqu'en 2017.
Logo de Keolis Yvelines jusqu'en 2017.
Logo de Keolis Versailles depuis 2017
Logo de Keolis Vélizy depuis 2017
Logo de Keolis Yvelines depuis 2017